# Estrela (labdarúgó)
Valdomiro Tualungo Paulo Lameira (Luanda, 1995. szeptember 22. –) angolai születésű portugál korosztályos válogatott labdarúgó, aki jelenleg a Orlando City játékosa.